# CLC
CLC (англ. Charcot-Leyden crystal galectin) – білок, який кодується однойменним геном, розташованим у людей на короткому плечі 19-ї хромосоми. Довжина поліпептидного ланцюга білка становить 142 амінокислот, а молекулярна маса — 16 453.
| 10         |  | 20         |  | 30         |  | 40         |  | 50         |
| ---------- |  | ---------- |  | ---------- |  | ---------- |  | ---------- |
| MSLLPVPYTE |  | AASLSTGSTV |  | TIKGRPLACF |  | LNEPYLQVDF |  | HTEMKEESDI |
| VFHFQVCFGR |  | RVVMNSREYG |  | AWKQQVESKN |  | MPFQDGQEFE |  | LSISVLPDKY |
| QVMVNGQSSY |  | TFDHRIKPEA |  | VKMVQVWRDI |  | SLTKFNVSYL |  | KR         |

A: Аланін

C: Цистеїн

D: Аспарагінова кислота

E: Глутамінова кислота

F: Фенілаланін

G: Гліцин

H: Гістидин

I: Ізолейцин

K: Лізин

L: Лейцин

M: Метіонін

N: Аспарагін

P: Пролін

Q: Глутамін

R: Аргінін

S: Серин

T: Треонін

V: Валін

W: Триптофан

Задіяний у такому біологічному процесі, як ацетилювання. 
Білок має сайт для зв'язування з лектинами. 
Локалізований у цитоплазмі.